# 萧子岳
蕭子岳（485年—498年3月3日），字云峤，齊武帝蕭赜第十六子。

## 母
江淑仪，齊武帝的妃嫔，齊武帝即位后，被封为淑仪，永明三年（485年），生蕭子岳。

## 生平
武帝永明七年三月甲寅（489年4月26日），封临贺王。齐明帝萧鸞篡位前后，大肆诛杀齊高帝、齊武帝的皇子，仅剩蕭子岳与诸弟共七人。永泰元年，萧鸞病危，为免除后虑，于正月丁未（498年3月3日）将蕭子岳杀害，时年十四岁。蕭子岳的六个弟弟也同时被杀。

## 延伸阅读
[在维基数据编辑]
 《南齊書·卷40》，出自萧子显《南齊書》